# 9 (álbum de Mercyful Fate)
9 es el séptimo álbum de estudio de Mercyful Fate, fue lanzado en 1999 por Metal Blade Records. Este álbum continua el sonido más pesado que fue introducido en el anterior álbum Dead Again.

## Lista de canciones
| Edición Europea |                        |              |          |  |
| N.º             | Título                 | Escritor(es) | Duración |  |
| 1.              | «Last Rites»           | King Diamond | 4:12     |  |
| 2.              | «Church Of Saint Anne» |              | 4:44     |  |
| 3.              | «Sold My Soul»         |              | 5:04     |  |
| 4.              | «House On The Hill»    |              | 3:43     |  |
| 5.              | «Burn In Hell»         |              | 3:49     |  |
| 6.              | «The Grave»            |              | 4:09     |  |
| 7.              | «Insane»               |              | 3:01     |  |
| 8.              | «Kiss The Demon»       |              | 3:53     |  |
| 9.              | «Buried Alive»         |              | 4:41     |  |
| 10.             | «9»                    |              | 4:31     |  |

| Edición Japonesa |                      |              |          |  |
| N.º              | Título               | Escritor(es) | Duración |  |
| 11.              | «S.H.» (Bonus track) |              | 2:21     |  |

## Integrantes
- King Diamond - vocalista
- Hank Sherman - guitarrista
- Mike Wead - guitarrista
- Sharlee D'Angelo - bajista
- Bjarne T. Holm - baterista